# Handelia trichophylla
Handelia es un género monotípico perteneciente a la familia de las asteráceas. Su única especie: Handelia trichophylla, es originaria de Asia.

## Descripción
Alcanza un tamaño de hasta 1 m de alto, erguida, base leñosa perenne con tallos densamente peludos y follaje abundante. Hojas subsésiles a poco pecioladas, de color blanco-lanoso, oblongas, de 5 - 8 cm x 2 - 12 mm, tripinnatisectas a linear-lanceoladas los segmentos primarios, últimos segmentos, filiformes. Las inflorescencias con numerosos capítulos, de 4 - 8 mm de diámetro, en corimbos  con panículas de hasta 1 cm de largo, pedúnculos ± oblicuamente propagación. Involucro hemisférico, brácteas 3-seriadas, subiguales, oblongas, de 3-5 mm de largo y ancho. Flores amarillas, con  2,0 mm de largo tubo de la corola.

## Distribución
Se encuentra en Pakistán (Chitral), Afganistán y sudoeste de Rusia.

## Taxonomía
Handelia trichophylla fue descrita por  (Schrenk ex Fisch. & C.A.Mey.) Heimerl y publicado en Oesterreichische Botanische Zeitschrift 71(7–9): 215–216. 1922.
Sinonimia
- Achillea trichophylla Schrenk
- Achillea trichophylla Schrenk ex Fisch. & C.A.Mey.[4]